# Asura flavida
Asura flavida là một loài bướm đêm thuộc phân họ Arctiinae, họ Erebidae.